# 123e bataillon de tirailleurs sénégalais
Le 123e bataillon de tirailleurs sénégalais (123e BTS) est un bataillon des troupes coloniales françaises, créé à la fin de la Première Guerre mondiale puis déployé en Turquie.

## Création et différentes dénominations
- 6 juillet 1918 : formation du 123e bataillon de tirailleurs sénégalais
- Automne 1920 : dissolution

## Chefs de corps
- 6 juillet 1918 : chef de Bataillon Sourisceau[1]
- 20 juillet 1918 : chef de Bataillon Tujagne[1]
- 1919 : capitaine de Pastorel[1]

## Historique des garnisons, combats et batailles du123eBTS
Le bataillon est formé le 6 juillet 1918 à Saint-Raphaël.
Le bataillon embarque le 18 septembre 1918 à destination de l'Armée d'Orient. Fin octobre, le bataillon est rassemblé à Salonique, qu'il quitte en avril 1919 pour rejoindre Constantinople. Dans cette ville, le bataillon est rattaché jusqu'en juin 1919 au 260e régiment d'infanterie.
En septembre 1919, le bataillon, rattaché à la 244e brigade de la 122e division d'infanterie (122e DI), est en garnison à Kilitbahir sur la presqu'île de Gallipoli.
Fin septembre, le bataillon passe à la 151e brigade d'infanterie de la 122e DI. Le 31 octobre 1919, le bataillon passe à la division territoriale de Turquie et retourne en garnison à Constantinople. En avril 1920, il est indiqué comme détaché auprès de la .26e division britannique (en).
Le bataillon est dissous à l'automne 1920.

### Sources et bibliographie
- Journal des marches et des opérations du 123e BTS (no 26 N 873/17) (lire en ligne).
- Jean Bernachot, Les Armées français en Orient après l'armistice de 1918, vol. 2 : L'armée du Danube, l'armée française d'Orient (28 octobre 1918 - 25 janvier 1920), Paris, Imprimerie nationale, 1970, 445 p. (BNF 35120723).